# Џералд Петијевич
Џералд Денис Петијевич (енгл. Gerald Dennis Petievich, Лос Анђелес, Калифорнија, 15. октобар 1944), је српско-амерички писац крими романа, од којих су најзначајнији Живети и умрети у Л.А.-у и Квалитет доушника.
Био је специјални агент Тајне службе Сједињених Америчких Држава од 1970. до 1985. Три његова романа су адаптирана за велики екран: Живети и умрети у Л.А., Стражар и Тачка кључања. Петијевић је био коаутор сценарија за сва три филма.
Његов рођени брат, наредник Џон Петијевић био је детектив за банде у Полицијској управи Лос Анђелеса.

## Дела
- Money Men. Pinnacle Books. 1991. ISBN 978-0-451-17052-1.; reprint Penguin Group USA.
- To Die in Beverly Hills. Arbor House. 1983. ISBN 978-0-87795-487-3.
- One Shot Deal. Gerald Petievich. 1991. ISBN 978-0-451-17046-0.; reprint Penguin Group (USA) Incorporated.
- To Live and Die in LA. Arbor House. 2001. ISBN 978-1-930916-00-5.; Gerald Petievich.
- The Quality of the Informant. Arbor House. 1985. ISBN 978-0-87795-619-8.
- Shakedown. Simon and Schuster. 1988. ISBN 978-0-671-63154-3. „gerald petievich.”[9]
- Earth Angels. New American Library. 2001. ISBN 978-1-930916-15-9.; Gerald Petievich.
- Paramour. Dutton. 2001. ISBN 978-1-930916-17-3.; Gerald Petievich.
- The Sentinel. Berkley. 2003. ISBN 978-0-425-18879-8.